# Aquarium Gotha

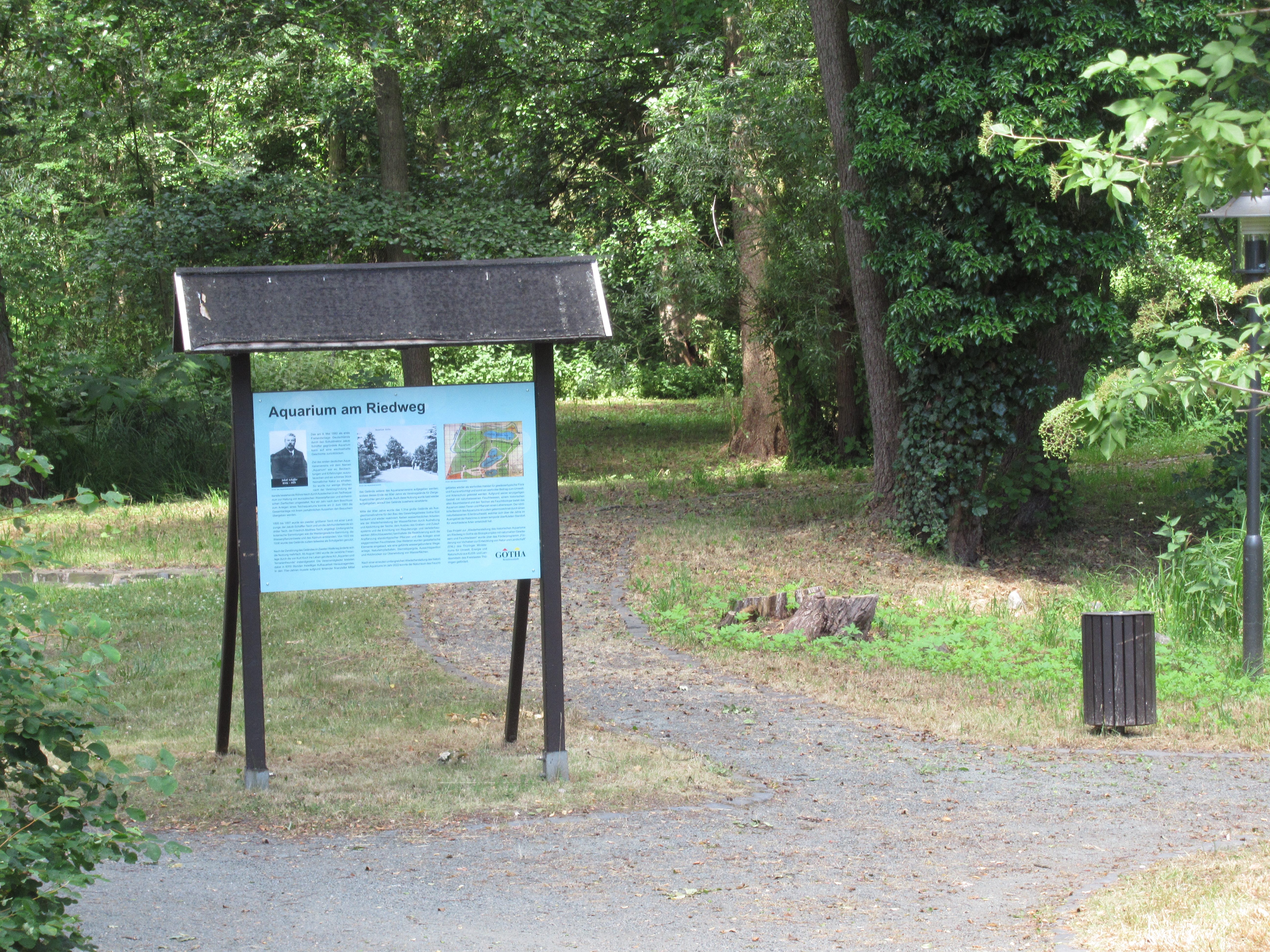
Informationen am Eingang

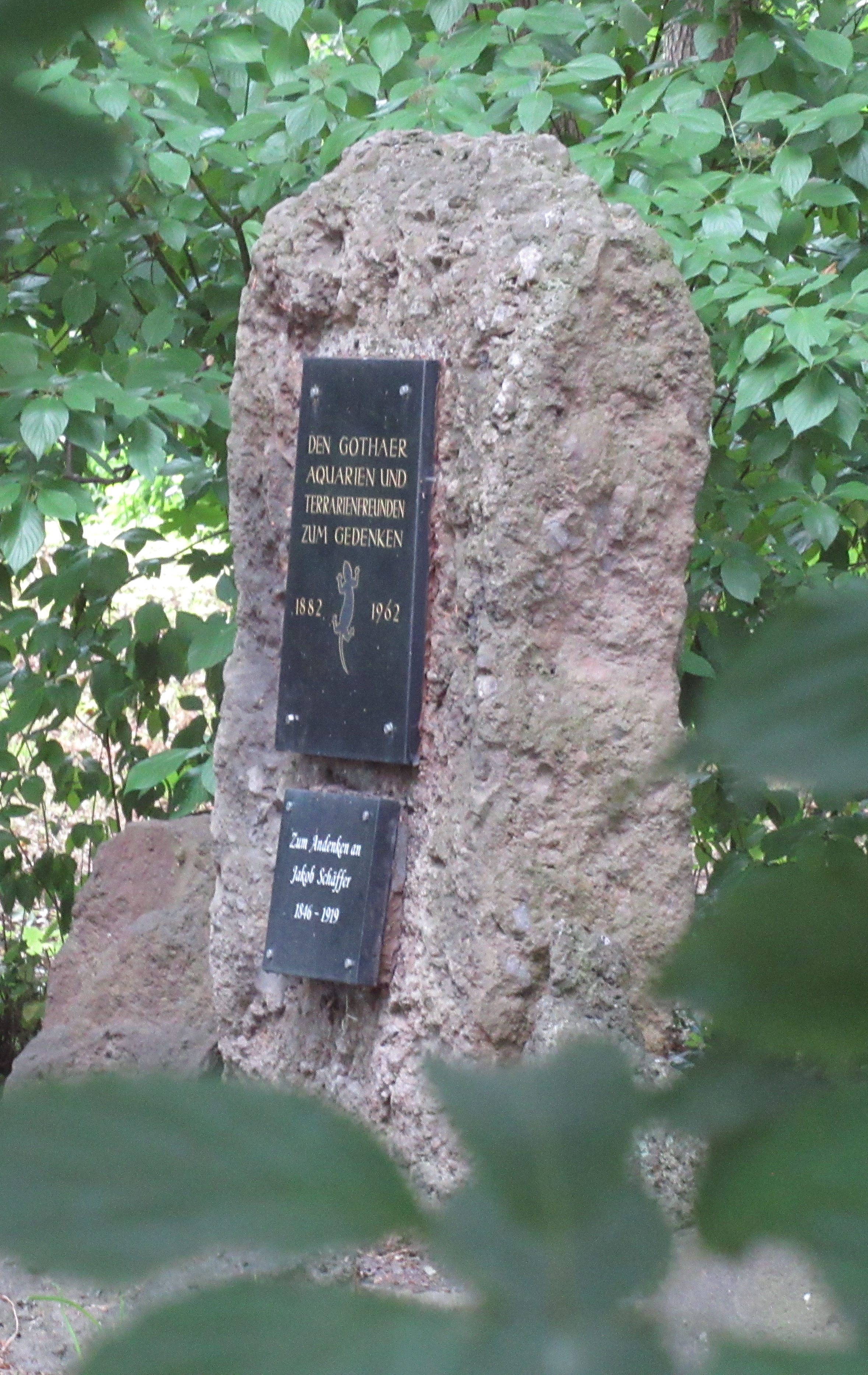
Gedenkstein für den Aquarianerverein und Jakob Schäffer

Das Aquarium Gotha war Deutschlands erstes Freilandaquarium, gelegen am Riedweg in Gotha, Thüringen. Es erstreckt sich über eine Fläche von 1,3 ha. Seine Realisierung ist vornehmlich das Verdienst des Lehrers Jakob Schäffer. Im Jahre 2023 glückte eine feierliche Wiedereinweihung des Erholungsraumes nach fünfjähriger Renovierung. Direkt daneben befindet sich in östlicher Richtung das Südbad. 
Errichtet vom naturbegeisterten Aquarianerverein wurde es im Zweiten Weltkrieg, wohl auch wegen seiner Bahnhofsnähe, durch Bomben zerstört. Es handelt sich um ein Feuchtgebiet, das die Königsbrunnenquelle nährt. Seine drei Teiche heißen Kleeblatteich, Röhrenteich (der älteste) und Schäferteich. Der Königsbrunnengraben ist im südwestlichen Teil. Die heutige Funktion verbindet Aquariumsgeschichte mit der Schaffung von innerstädtischem Erholungsraum.

## Geschichte
Der Lehrer Heinrich Jakob Schäffer (1846–1919) aus Mandern begann seine Schulkarriere in Gotha im April 1867; bereits im ersten Jahr der neuen Löfflerschule war er dort Fachoberlehrer. Zwischen 1898 und 1914 leitete er volkshochschulähnliche Fortbildungskurse an der Gotthard-Schule.
Im Jahre 1882 versammelten sich Liebhaber von Aquarien und Terrarien um Schäffer (sie nannten sich als Verein schlicht Aquarianer) mit der Absicht, in Gotha ein Aquarium zu eröffnen. Finanzielle Hilfe gab es vonseiten der Verlagsanstalt Perthes und politische Unterstützung durch Senator Ehrenfried Freund. Man stellte ihnen südlich des Bahnhofs einen ehemaligen Röhrenteich zur Verfügung, wo einst Baumstämme zu Wasserleitungen gebohrt wurden. Der zweite Teich entstand nach 1895, der dritte um die Jahrhundertwende. Stand anfangs eher der Austausch von Naturbeobachtungen im Vordergrund, so entwickelte sich das Ganze bald zu einem beliebten Ausflugsziel mit fast 500 Pflanzen- und Tierarten samt eleganten Pavillons und Spazierwegen. Vereinsmitglieder kamen aus ganz Deutschland, aber auch aus Ungarn, Dänemark, Holland und Amerika. Zwischen 1922 und 1936 diente das Aquarium Schülern aus Gotha im Biologieunterricht gleichsam als Außenstelle des botanischen Schaugartens.
Eine Spaltung innerhalb der Mitglieder des Aquarium-Vereins führte zur Gründung von Nymphaea (1913) und Danio (1922); die Mitglieder des letztgenannten Vereins mieteten 1926 Gründe am heutigen Tierpark Gotha an. Als um das Aquarium Einfamilienhäuser gebaut wurden, bekamen sie als Anschrift Am Aquarium zugeteilt. In den 1970er Jahren versiegten öffentliche Zuwendungen und man war froh, als 1975 ein Ziergeflügelverein vorort aktiv wurde. Nach der Wende wurden die ersten Wiederinstandsetzungen beendet. 
Den 1962 für die engagierte Vereinstätigkeit gesetzten Gedenkstein ergänzte 2019 eine Tafel für Jakob Schäffer. 
Am Rand des Aquariumparks befindet sich die Speisegaststätte Am Aquarium.